# Kategoryzacja zakładów karnych w Anglii i Walii

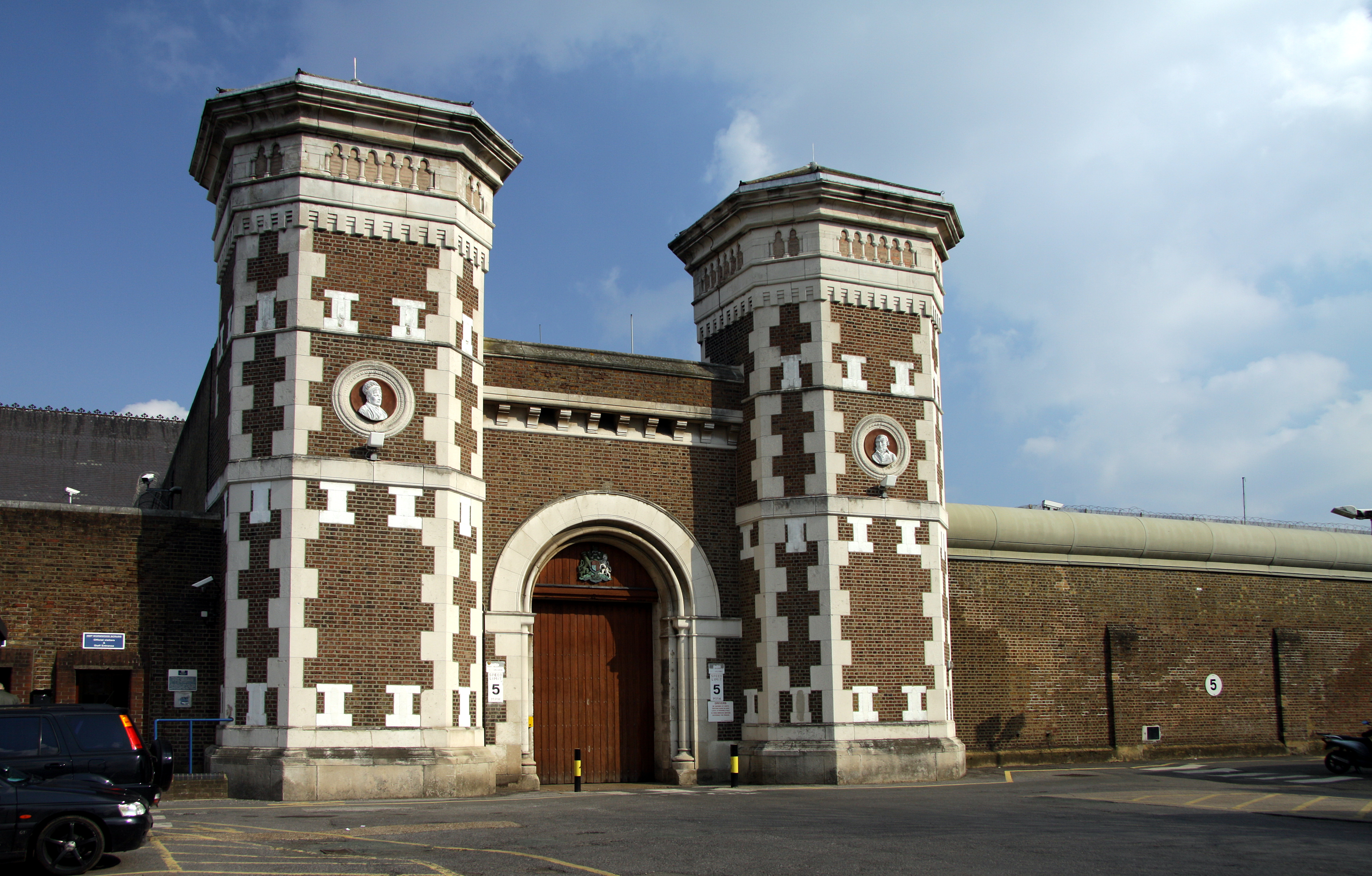
Więzienie HMP Wormwood Scrubs jest zakładem kategorii B

Kategoryzacja zakładów karnych w Anglii i Walii – podział więzień w Anglii i Walii ze względu na wymogi bezpieczeństwa. Istnieją cztery kategorie, a jedno więzienie może być oznaczone więcej niż jedną kategorią. Każde więzienie ma określoną maksymalną liczbę więźniów (Certified Normal Accommodation), powyżej której kwalifikuje się jako przeludnione. Podział dotyczy głównie więzień męskich. 

## Kategoria A
Są to więzienia o wysokich rygorach bezpieczeństwa ze względu na opiekę nad więźniami o wysokim zagrożeniu dla społeczeństwa oraz takich, którzy stwarzają duże niebezpieczeństwo ucieczki. Więzienia kategorii A nie mogą być przeludnione.

## Kategoria B
Więzienia kategorii B są to więzienia lokalne i większość angielskich i walijskich zakładów karnych należy do tej grupy. Przebywają tu osoby oczekujące na skazanie, więźniowie skazani na krótkie wyroki oraz ci, którzy oczekują na przewiezienie do więzień innych kategorii. Ten typ zakładów karnych jest najbardziej przeludniony. 

## Kategoria C
Często nazywane są "więzieniami treningowymi" (ang. training prisons). Z reguły przebywają w nich przestępcy z dłuższymi wyrokami. Więzienia tego typu mają zapewnić skazanym naukę i praktykę, tak aby po odbyciu kary więźniowie mogli wrócić do społeczności. Coraz częściej bywają przeludnione.

## Kategoria D
W zakładach karnych tej kategorii przebywają skazani obdarzeni pewnym zaufaniem, co do których są przesłanki, że będą zachowywać się  bezpiecznie i nie uciekną. Więźniowie w nich oczekują na zwolnienie warunkowe (Release On Temporary Licence), pracują w dzień poza zakładam karnym i wracają tam na noc. Większość więźniów przygotowuje się do wyjścia. 

## Warunki kategoryzacji
Więźniowie, którzy są skazani na 1-4 lat pozbawienia wolności są oceniani co 6 miesięcy, ci z dłuższymi wyrokami są oceniani raz na rok i wtedy mogą mieć zmienioną kategorię zakładu karnego. W przypadku incydentu albo zmiany okoliczności (np. uzyskania nowych informacji o więźniu), kategoria może być zmieniona. Więzień ma prawo odwołania się od zasądzonej kategorii.